# Listă de oameni care apar pe mărci poștale din Republica Moldova
Lista de persoane chipul sau numele cărora apare pe efectele poștale (sau în descrierea lor) din Republica Moldova 

## A
| Nume de persoană                                        | Marcă | Plic cu marcă fixă | Carte poștală cu marcă fixă |
| ------------------------------------------------------- | ----- | ------------------ | --------------------------- |
| Ahlupin, Alexandr                                       | 503   |                    |                             |
| Aldea-Teodorovici, Doina                                |       | 2 27               |                             |
| Aldea-Teodorovici, Ion                                  |       | 2 27               |                             |
| Aldrin, Edwin                                           |       |                    |                             |
| Alecsandri, Vasile                                      |       |                    | 54                          |
| Alexandru cel Bun                                       |       |                    |                             |
| Petru Aron, fiul lui Alexandru cel Bun                  |       |                    |                             |
| Bogdan II, fiul lui Alexandru cel Bun                   |       |                    |                             |
| Mănăstirea Rudi, înălțată pe timpul lui Alexandru Ghica |       |                    |                             |
| Alexandru Iliaș                                         |       |                    |                             |
| Alexandru Lăpușneanu                                    |       |                    |                             |
| Alistar, Elena                                          |       |                    |                             |
| Anestiadi, Nicolae                                      |       | 70                 |                             |
| Apolodor din Damasc, sculptorul Columnei lui Traian     |       |                    |                             |
| Aranov, Șico                                            |       | 50                 |                             |
| Armstrong, Neil                                         |       |                    |                             |
| Asachi, Gheorghe                                        |       |                    | 36                          |

## B
| Nume de persoană                                      | Marcă | Plic cu marcă fixă | Carte poștală cu marcă fixă |
| ----------------------------------------------------- | ----- | ------------------ | --------------------------- |
| Balzac, Honoré de                                     |       |                    |                             |
| Mănăstirea Saharna, ctitorită de călugărul Barfolomeu |       |                    |                             |
| Barnovschi Movilă, Miron                              |       |                    |                             |
| Bașcatov, Iurie                                       |       |                    |                             |
| Beldiceanu, Nicolae N.                                |       | 56                 |                             |
| Bernardazzi, Alexandru arhitect Primăria Chișinău     |       |                    |                             |
| Bieșu, Maria                                          |       | 22                 |                             |
| Blaga, Lucian                                         |       |                    |                             |
| Bogdan II                                             |       |                    |                             |
| Bogdan IV                                             |       |                    |                             |
| Bogdan Orbul                                          |       |                    |                             |
| Bogdan Vodă I                                         |       |                    |                             |
| Brâncuși, Constantin sculptor - Coloana fără sfârșitI |       |                    |                             |

## C
| Nume de persoană                        | Marcă | Plic cu marcă fixă | Carte poștală cu marcă fixă |
| --------------------------------------- | ----- | ------------------ | --------------------------- |
| Callimachi, Grigore                     |       |                    |                             |
| Cantemir, Antioh                        |       |                    |                             |
| Cantemir, Constantin                    |       |                    |                             |
| Cantemir, Dimitrie                      |       |                    |                             |
| Caraciobanu, Dumitru                    |       |                    |                             |
| Caragiale, Ion Luca                     |       |                    |                             |
| Casapu, Tudor                           |       |                    |                             |
| Catranji, Alexandru                     |       |                    |                             |
| Ceban, Tamara                           |       |                    |                             |
| Cebotari, Maria                         |       |                    |                             |
| Cecherul-Kuș, Mihail inginerul clădirii |       |                    |                             |
| Ciobanu, Ștefan                         |       | 56                 |                             |
| Ciorbă, Toma                            |       |                    |                             |
| Coandă, Henri                           |       |                    |                             |
| Cobizev, Claudia                        |       |                    |                             |
| Coca, Eugen                             |       |                    |                             |
| Collins, Michael                        |       |                    |                             |
| Columb, Cristofor                       |       |                    |                             |
| Constantin și Elena, împărați           |       |                    | 4                           |
| Constantinov, Constantin                |       |                    |                             |
| Corcodel, Natalia                       |       |                    |                             |
| Costenco, Nicolai                       |       |                    |                             |
| Costin, Miron                           |       |                    | 57                          |
| Costin, Nicolae                         |       |                    |                             |
| Coubertin, Pierre de                    |       |                    |                             |
| Cousin, J.P                             |       |                    |                             |
| Creangă, Ion                            |       |                    |                             |
| Cuciuc, Sergiu                          |       |                    |                             |
| Culea, Apostol                          |       | 56                 |                             |
| Cupcea, Valeriu                         |       |                    |                             |
| Cuza, Alexandru Ioan                    |       |                    |                             |
| Cuza, Eufrosinia (Valentina)            |       |                    |                             |

## D
Diana, Prințesă de Wales
| Nume de persoană       | Marcă | Plic cu marcă fixă | Carte poștală cu marcă fixă |
| ---------------------- | ----- | ------------------ | --------------------------- |
| Dietrich, Marlene      |       |                    |                             |
| Dimo, Nicolae          |       |                    |                             |
| Donici, Alexandru      |       | 1                  | 21                          |
| Donici, Nicolae        |       |                    | 52                          |
| Dosoftei               |       |                    |                             |
| Drăgan, Maria          |       |                    |                             |
| Dragoș Vodă            |       |                    |                             |
| Dumas-tatăl, Alexandre |       |                    |                             |
| Dunăreanu, Nicolae     |       | 56                 |                             |

## E

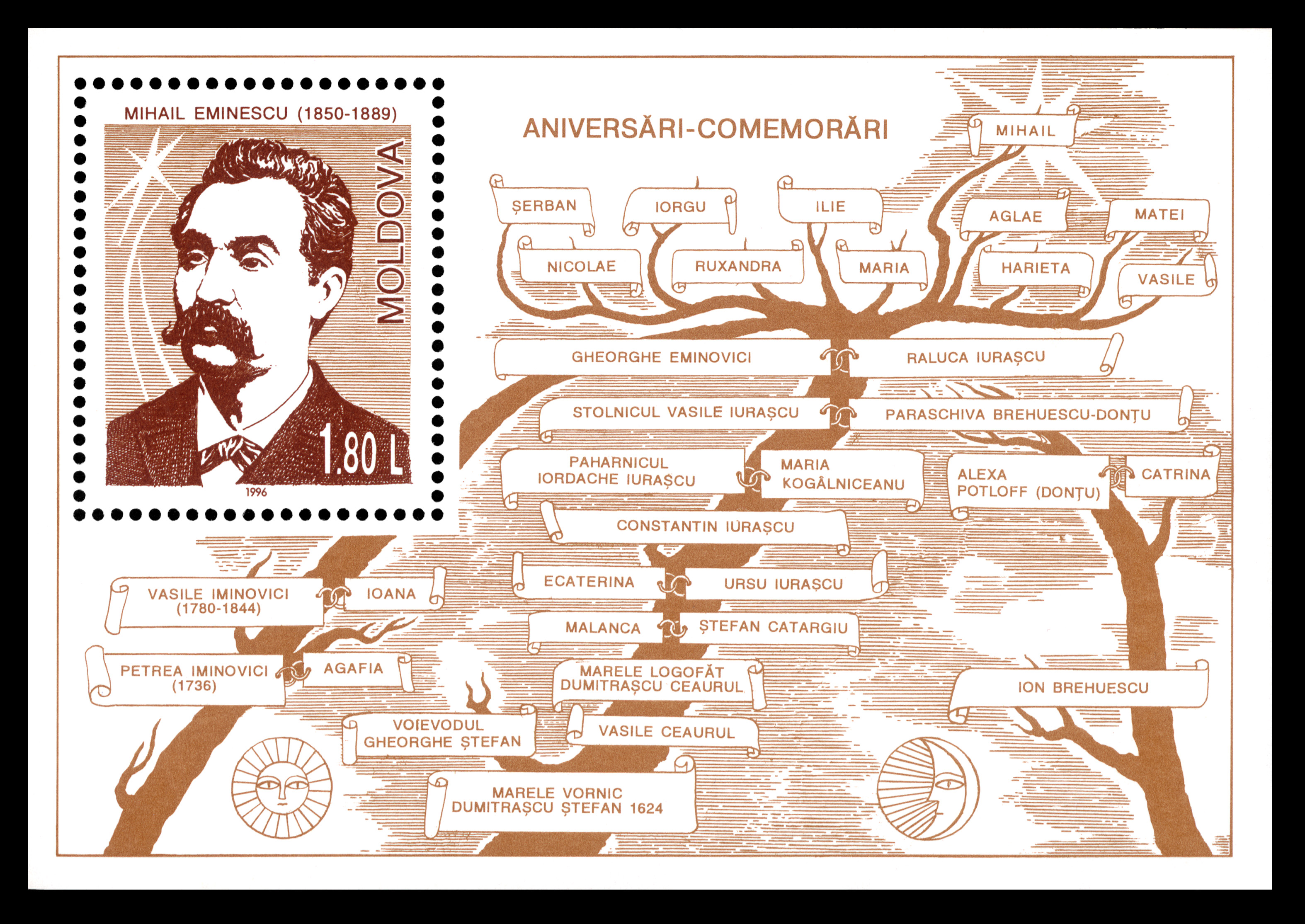
Coliţa 9. Mihai Eminescu, arborele genealogec

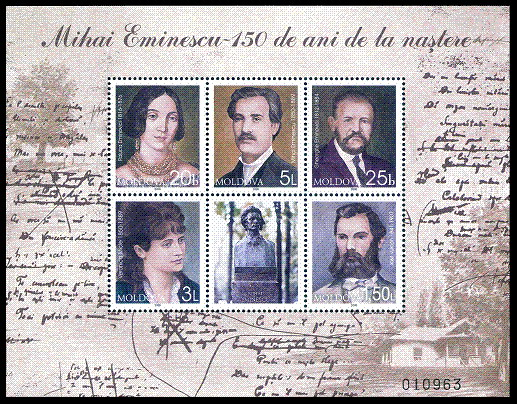
Coliţa 21

|-
| Nume de persoană                            | Marcă                   | Plic cu marcă fixă | Carte poștală cu marcă fixă |
| ------------------------------------------- | ----------------------- | ------------------ | --------------------------- |
| Primăria Chișinău, arhitect Mitrofan Elladi |                         |                    |                             |
| Eminescu, Mihai                             |                         | 56                 | 70-75                       |
| Eminovici, Gheorghe                         | Vezi (mai sus) Colița 9 |                    |                             |
| Eminovici, Raluca                           | Vezi (mai sus) Colița 9 |                    |                             |
| Enescu, George                              |                         |                    |                             |